# NK Vis Simm-Bau
Nogometni klub Vis Simm-Bau, ou Vis Simm-Bau é uma associação profissional de futebol da vila de Kosova (Maglaj), situada na Bósnia e Herzegovina.
O Vis Simm-Bau atualmente joga na Primeira Liga da Federação da Bósnia e Herzegovina após ser promovido da Segunda Liga da Federação da Bósnia e Herzegovina (Centro) na temporada 2019-20. O clube joga suas partidas em casa no Estádio Grabovac, que tem capacidade para 1.200 espectadores. 

## Títulos
- Segunda Liga - FBiH (1): 2019-20 (Centro)
- Liga do Cantão Zenica-Doboj (1): 2017-18